# Dusty in Memphis
Dusty in Memphis je album britanske pjevačice Dusty Springfield, izdan 1969. godine. Producurali su ga Jerry Wexler i Arif Mardin, a inženjer je bio Tom Dowd. Predstavljao je pokušaj Dusty Springfielda da se nametne kao soul pjevačica. Na njemu su objavljenje pjesme "So Much Love", "Son of a Preacher Man", "The Windmills Of Your Mind", "Breakfast in Bed", "Just One Smile", "I Don't Want to Hear It Anymore" i "Just a Little Lovin'". Iako u svoje vrijeme nije imao veliki komercijalni uspjeh, Dusty in Memphis se često smatra jednim od najvećih albuma svih vremena.

## Popis pjesama
Strana A
1. "Just a Little Lovin'" (Barry Mann, Cynthia Weil) – 2:18
2. "So Much Love" (Gerry Goffin, Carole King) – 3:31
3. "Son of a Preacher Man" (John Hurley, Ronnie Wilkins) – 2:29
4. "I Don't Want to Hear It Anymore" (Randy Newman) – 3:11
5. "Don't Forget About Me" (Goffin, King) – 2:52
6. "Breakfast in Bed" (Eddie Hinton, Donnie Fritts) – 2:57

Side B
1. "Just One Smile" (Randy Newman) – 2:42
2. "The Windmills of Your Mind" (Alan Bergman, Marilyn Bergman, Michel Legrand) – 3:51
3. "In the Land of Make Believe" (Burt Bacharach, Hal David) – 2:32
4. "No Easy Way Down" (Goffin, King) – 3:11
5. "I Can't Make It Alone" (Goffin, King) – 3:57

## Vanjske poveznice
- Amazon.com Editorial review
- Buy.com review
- 1968 New Musical Express story by Terry Manning